# Болівійська національна обсерваторія
Болівійська національна обсерваторія — астрономічна обсерваторія, що знаходиться в селищі Санта-Ана (в 15 км на південь від Тарихи), в на півдні Болівії, біля кордону з Аргентиною. Була організована на базі Астрономічної експедиції Головної Пулковської астрономічної обсерваторії та була Південною наглядовою станцією Академії наук СРСР або Болівійською експедицією. Один з приладів обсерваторії (60-см телескоп Цейс-600) належав Головній астрономічній обсерваторії УРСР. Після розпаду СРСР участь російських і українських науковців в роботі обсерваторії призупинилась, а 1993 року обсерваторія отримала статус Національної Болівійської.

## Історія обсерваторії

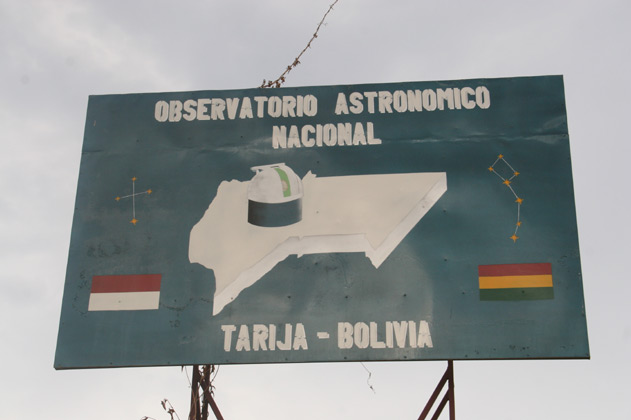
Плакат на в'їзді до обсерваторії

Перша експедиція радянських астрономів у Болівії проходила в Патакамаї, 100 км на південь від міста Ла-Пас, у 1971-1981 роках. Там була створена геодинамічна станція, яка зараз закрита. Потім з 1982 по 1991 року було створено радянську обсерваторію в 15 км на південь від Тарихи. До 1991 року в обсерваторії Тарихи постійно працювали змінні експедиції радянських фахівців. Основні наукові результати обсерваторії були пов'язані зі створенням спектрофотометричних та астрометричних каталогів південних зір, з фотометрією наднової 1987A, зі спостереженнями комети Галлея (1985-1986). 1988 року на базі обсерваторії організували службу точного часу.
Після розпаду СРСР фінансування Болівійської експедиції було припинено. В 1993 року обсерваторія отримала статус Болівійської національної обсерваторії. Все майно (будівлі, споруди, передавальні пристрої та обладнання) обсерваторії було перейшло в безоплатне користування Національної академії наук Болівії, залишившись російською власністю (на балансі Пулковської обсерваторії).

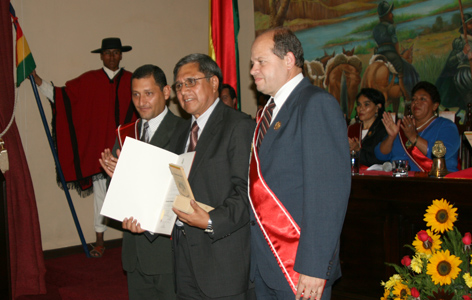
Святкування 25-річчя обсерваторії 14 квітня 2009 року

3 листопада 1994 року сталося повне сонячне затемнення, смуга якого проходила Болівією. У зв'язку з цією подією було вирішено провести чергові збори LIADA (Ліга астрономів-аматорів Латинської Америки, що включає всі іспаномовні країни) в обсерваторії Санта-Ана. За час існування обсерваторії в ній було проведено кілька нарад астрономів-аматорів Болівії. Наразі обсерваторія активно співпрацює з Автономним університетом імені Хуана Місаеля Сарачо у місті Тариха. З 2003 року почали відновлюватися відносини обсерваторії з Росією, в наступні роки відбулось кілька візитів російських астрономів до обсерваторії.

## Тематика роботи

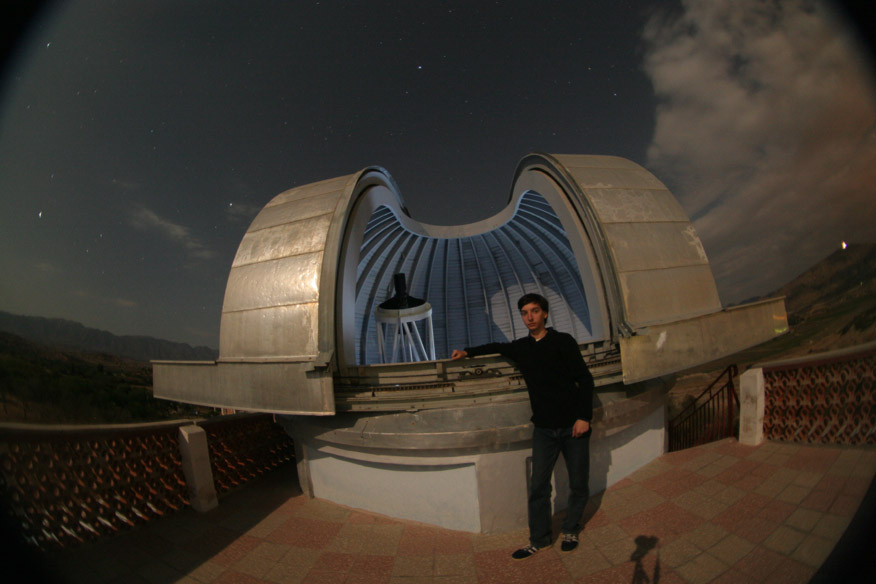
Спостерігач поруч з одним з телескопів

- спостереження штучних супутників Землі і космічного сміття
- спостереження змінних зір, планет та їх супутників, комет
- освітні проєкти

## Інструменти та прилади

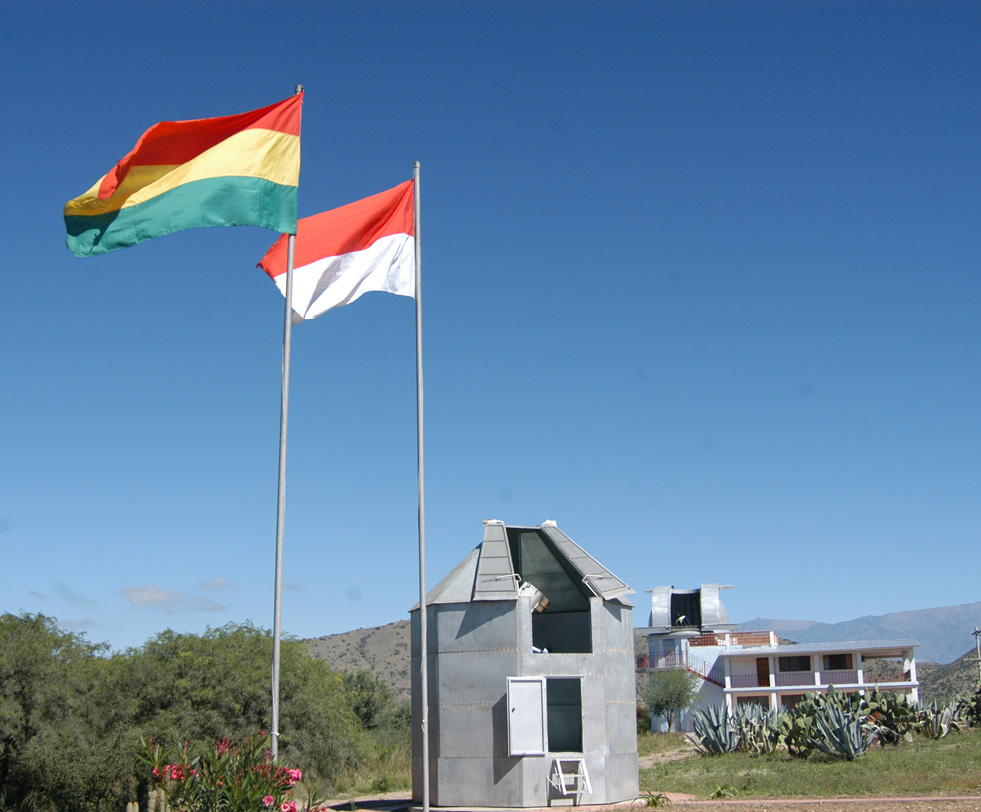
Вид на Цейс-600 та експедиційний астрограф

- АФУ-75 (Автоматична Фотографічна Камера; D=210 мм, 1971 р.)
- лазерний далекомір ЛД-3 «Інтеркосмос» (1976 р.)[4]
- АФР-1, експедиційний астрограф (D=230 мм, F=2300мм) (1983 р., Таріха, ДАТ РАН)
- Цейс-600 (D=600 мм, 1983 р., прилад Головної астрономічної обсерваторії УРСР)
- АЗТ-7 (D=200 мм, 1987 р.)
- Планетарій GOTO GX (2007 р.)